# Makalata grandis
Toromys grandis là một loài động vật có vú trong họ Echimyidae, bộ Gặm nhấm. Loài này được Wagner mô tả năm 1845.